# Sancho Manuel de Castela
Sancho Manuel de Castela (1283-1345), 1° senhor do Infantado, 1° senhor de Carrión (hoje Carrión de los Condes), era filho ilegítimo de Manuel de Castela e neto do rei Fernando III de Castela

## Biografia
Sancho Manuel estava intimamente ligado ao seu meio-irmão e chefe da linhagem, o dom João Manuel, príncipe de Villena. Ele o seguiu em todos seus empreendimentos mesmo quando isso acarretava muitas das vezes em guerras contra o próprio rei Afonso IX de Castela. Sancho veria sua lealdade recompensada com cargos como o de adelantado das senhorias manuelinas de Múrcia e ao de tenente adelantado que Fernando Manuel, filho de Dom João Manuel lhe concedeu.
Em outubro de 1325, seu meio-irmão Dom João Manuel foi nomeado adelantado superior das fronteiras de Andaluzia, e em 29 de agosto de 1326 lutou ao lado de seu irmão na Batalha de Buadalhorce, onde liderou sua retaguarda. Nesta batalha os muçulmanos do Reino de Granada, sob o comando do General Ozmín, foram completamente derrotados e cerca de 3.000 muçulmanos morreram nela.
Ele morreu em 1345.

## Casamentos e descendentes
Sancho casou-se com Inêz Diaz, filha de Diego Garcia de Toledo e sua esposa Maria Garcia, de quem teve:
- João Sanches Manuel, (1325-Alcaraz, 1384)[4], 2° senhor de Carrión e conde de Carrión. Foi casado depois de 1350 com Joana de Jérica (1342-1382), filha de Pedro I de Jérica, 4° barão de Jérica e de sua esposa Boaventura de Arbolea (bisneta de Jaime I, o Conquistador) com quem teve três filhas. De seu primeiro casamento foi pai de Fernando Manuel, abade de Valladolid e tutor das irmãs Joana, Inês e Leonor.[4]
- Inês Diaz Manuel, (1328-1366), que se casou em Coimbra com Vasco Martins de Sousa Chichorro, 1° senhor de Mortágua, Gestaço e de Penaguião.[5]
- Fernando Sanches Manuel, (m. Ávila, 1354), casado com Elvira Sánchez, que em 1355, viúva, comprou o feudo de Pinilla.[4]